# Пазовский, Арий Моисеевич
А́рий Моисе́евич Пазо́вский (1887—1953) — русский и  советский дирижёр, скрипач. Народный артист СССР (1940). Лауреат трёх Сталинских премий (1941, 1942, 1943).

## Биография
Родился 21 января (2 февраля) 1887 года в Перми в еврейской семье. Отец, бывший кантонист Моисей Симонович Пазовский, был хозяином лавки шляп и картузов на Спасской улица (дом Благотворительного общества, лавка 113—114).
В 1897 году поступил в Санкт-Петербургскую консерваторию в класс П. А. Краснокутского, в 1900—1904 годах учился в классе Л. С. Ауэра. Обучался игре на скрипке.
Выступал как скрипач-солист.
Дирижёрскую карьеру начал в 1905 году. Дебют состоялся в оперном театре Екатеринбурга, где был до этого хормейстером и помощником дирижёра. Руководил оперными оркестрами в провинциальных театрах Перми, Казани, Саратова, Вильно (ныне Вильнюс), Минска (1905—1908), частной опере Зимина в Москве (1908—1910), Тифлиса (ныне Тбилиси), Харькова, Одессы, Киева (1910—1916), оперной труппы петроградского Народного дома (1916—1918).
В 1918 году — дирижёр Мариинского театра в Ленинграде.
В 1923—1924 и 1925—1928 — дирижёр Большого театра в Москве.
В 1929—1936 годах возглавлял оперные театры Баку, Свердловска (1931—1933), Харькова и Киева. В Харбине некоторое время возглавлял театр, открытый при советской администрации Китайской военной железной дороги (КВЖД).
В 1936—1943 годах — художественный руководитель и главный дирижёр Ленинградского театра оперы и балета им. С.М. Кирова (ныне Мариинский театр), где под его управлением состоялись премьеры опер О.С. Чишко «Броненосец Потёмкин» и М.В. Коваля «Емельян Пугачёв», а также многочисленные постановки произведений М. И. Глинки, Н.А. Римского-Корсакова и П.И. Чайковского.
В 1943 году стал художественным руководителем и главным дирижёром Большого театра в Москве, но пять лет спустя из-за тяжёлой болезни был вынужден покинуть свой пост.
Основу репертуара составляли оперы русских композиторов-классиков. Постановки отличались точностью исполнения и глубоким персональным прочтением каждой партитуры. Большое внимание уделялось репетициям, что и стало ключом к большому успеху его работ.
Свои взгляды на искусство оперного дирижирования отразил в книгах «Дирижёр и певец» (М., 1959) и «Записки дирижёра» (М., 1966).
Член ВКП(б) с 1941 года.
Умер 6 января 1953 года в Москве. Похоронен на Введенском кладбище (12 уч.).

## Награды и звания
- Заслуженный артист Республики (1925)
- Заслуженный артист Украинской ССР (1935)[3]
- Народный артист СССР (1940)
- Сталинская премия второй степени (1941) — за оперный спектакль «Иван Сусанин» М. И. Глинки (1939)
- Сталинская премия первой степени (1942) — за оперный спектакль «Чародейка» П. И. Чайковского[4]
- Сталинская премия первой степени (1943) — за оперный спектакль «Емельян Пугачёв» М. В. Коваля[5]
- Орден Трудового Красного Знамени (1939)
- Орден «Знак Почёта» (23.03.1936) — «за выдающиеся заслуги в деле развития украинского оперного искусства, украинской музыки, песни и танцев»
- Медаль «За доблестный труд в Великой Отечественной войне 1941—1945 гг.»
- Медаль «В память 800-летия Москвы»

## Постановки
Опера Зимина
- «Дон Жуан» В.А. Моцарта
- «Юдифь» А.Н. Серова
- «Орлеанская дева» П.И. Чайковского

Большой театр
- 1924 — «Фауст» Ш. Гуно
- 1925 — «Валькирия» Р. Вагнера
- 1926 — «Снегурочка» Н.А. Римского-Корсакова
- 1927 — «Борис Годунов» М.П. Мусоргского
- 1945 — «Иван Сусанин» М.И. Глинки

Ленинградский театр оперы и балета им. С. М. Кирова
- 1937 — «Сказка о царе Салтане» Н.А. Римского-Корсакова
- 1937 — «Броненосец Потёмкин» О.С. Чишко (премьера оперы)
- 1938 — «Кармен» Ж. Бизе
- 1939 — «Иван Сусанин» М. И. Глинки
- 1941 — «Чародейка» П.И. Чайковского
- 1942 — «Емельян Пугачёв» М.В. Коваля (премьера оперы, Пермь)[6]
- 1943 — «Ночь перед Рождеством» Н.А. Римского-Корсакова